# Serge Aurier
Serge Alain Stephane Aurier (Ouragahio, 24 dicembre 1992) è un calciatore ivoriano, difensore del Persepolis. Con la nazionale ivoriana ha vinto la Coppa d'Africa nel 2015 e nel 2024.
Aurier si è trasferito in Francia da giovane e ha giocato per Lens, Tolosa e Paris Saint-Germain, vincendo 11 trofei importanti con l'ultimo. Aurier ha totalizzato 169 presenze in Ligue 1. È stato nominato due volte nella Squadra dell'anno della competizione.

## Biografia
È nato ad Ouragahio, città della Costa d'Avorio, ed è in possesso del passaporto francese. Si trasferisce nel Lens nel 2006 dopo aver militato in un piccolo club della sua città nativa. Aveva un fratello di nome Christopher, assassinato il 13 luglio 2020 con un'arma da fuoco a Tolosa.

## Caratteristiche tecniche
È un terzino destro di spinta ma può giocare su entrambe le fasi di gioco, abile nel dribbling. Può giocare anche da terzino sinistro e all'occorrenza come difensore centrale. È un difensore completo, ha un buon colpo di testa, nonostante non sia altissimo, ed è reattivo e molto veloce.

## Carriera

### Club

#### Lens e Tolosa
Ha esordito il 22 dicembre 2009 a 16 anni in prima squadra, grazie a Jean-Guy Wallemme (ex tecnico dei Lens), disputando il match di Coppa di Lega contro il Lorient.
Il 26 gennaio 2012 passa a titolo definitivo al Tolosa, sulla base di 1,5 milioni di euro.

#### Paris Saint-Germain
Il 23 luglio 2014 si trasferisce al Paris Saint-Germain con la formula del prestito con diritto di riscatto. Esordisce con la nuova maglia in occasione della seconda giornata di Ligue 1 nella partita vinta contro il Bastia (2-0). Il 17 dicembre 2014 segna il primo gol con la maglia del PSG nella partita degli ottavi della Coupe de la Ligue vinta sul campo dell'Ajaccio (1-3). Il 29 aprile 2015 viene riscattato dalla squadra parigina, firmando fino al 2019.
Nella nuova stagione diventa uno dei titolari della squadra allenata da Laurent Blanc, fornendo sempre ottime prestazioni. Nel giro di due mesi va a segno per ben tre volte: il primo gol lo trova nella finale di Supercoppa francese, vinta per 2-0 contro l'Olympique Lione; il secondo in campionato, nella vittoria per 4-1 sul campo del Nantes; il terzo in UEFA Champions League, nel 3-0 rifilato agli ucraini dello Šachtar.
Il 14 febbraio 2016 viene messo temporaneamente fuori rosa, a seguito della pubblicazione di un filmato sulla piattaforma Periscope, in cui il giocatore rivolgeva insulti a sfondo omofobo rivolti al tecnico Blanc e ai compagni di squadra Zlatan Ibrahimović, Salvatore Sirigu e Ángel Di María. Il 26 febbraio il club decide che Aurier dovrà allenarsi con la seconda squadra fino al 20 marzo successivo.
Comincia la stagione 2016-2017 con la vittoria della Supercoppa di Francia 2016.

#### Tottenham Hotspur
Il 31 agosto 2017 si trasferisce al Tottenham per la cifra di 23 milioni di sterline, siglando coi londinesi un accordo quinquennale. Fa la sua prima apparizione con gli Spurs in UEFA Champions League il 13 settembre seguente, in occasione del successo casalingo sul Borussia Dortmund (3-1). Tre giorni più tardi debutta in Premier League, scendendo in campo nella gara a reti bianche contro lo Swansea City (0-0). Il 13 dicembre 2017, l'ivoriano mette a referto la sua prima marcatura di sempre con il nuovo club, contribuendo alla vittoria di campionato sul Brighton (2-0).
Il 31 agosto 2021 il club londinese annuncia la rescissione consensuale del contratto dell'ivoriano, che resta così svincolato.

#### Villarreal
Il 4 ottobre 2021 si accasa a titolo definitivo al Villarreal, con cui sigla un accordo annuale con opzione per un secondo anno. Tuttavia, il 1º luglio 2022 il club spagnolo non esercita l'opzione di rinnovo, dunque il giocatore rimane svincolato.

#### Nottingham Forest
Il 7 settembre 2022 firma per il Nottingham Forest, club neo promosso in Premier League. Il 2 giugno successivo, dopo 28 presenze ed una rete, viene annunciato il suo rinnovo di contratto da parte dei Reds per un'altra stagione.

#### Galatasaray e Persepolis
Il 2 febbraio dopo il contratto con la precedente squadra inglese, entra a far parte del Galatasaray. Rescinde dopo soli 5 mesi, in cui gioca solo 4 partite in campionato.
Dopo un anno fermo, il 31 luglio 2025 torna a giocare unendosi al Persepolis, squadra iraniana della Lega professionistica del Golfo persico.

### Nazionale
Debutta con la Nazionale ivoriana l'8 giugno 2013, nella partita contro il Gambia.
Nel giugno del 2014 è fra i 23 convocati del CT Sabri Lamouchi per la Coppa del Mondo, in cui gioca tutte e tre le partite della sua nazionale da titolare, risultando tra i migliori esterni bassi del torneo.
L'11 gennaio 2017 realizza la sua prima rete con la sua nazionale in un'amichevole giocata contro l'Uganda.

## Controversie
Il 26 settembre 2016, Aurier fu riconosciuto colpevole di aver aggredito un poliziotto fuori da una discoteca a Parigi. Fu condannato a due mesi di prigione, ma rimase in libertà in attesa di appello. Sebbene le autorità britanniche avessero concesso a Aurier un visto nell'ottobre 2016, questo fu revocato il 16 novembre a causa della sua condanna e, di conseguenza, mancò la partita di UEFA Champions League contro l'Arsenal a Londra quel mese. Inizialmente ad Aurier fu proibito l'ingresso nel Regno Unito per cinque anni a partire dalla sua condanna, ma gli fu permesso di trasferirsi al Tottenham nel 2017 perché la sua condanna sospesa era stata convertita in una multa.

## Statistiche

### Presenze e reti nel club
Statistiche aggiornate al 30 luglio 2025.
| Stagione                   | Squadra                    | Campionato                 | Campionato | Campionato | Coppe nazionali | Coppe nazionali | Coppe nazionali | Coppe continentali | Coppe continentali | Coppe continentali | Altre coppe | Altre coppe | Altre coppe | Totale | Totale |
| Stagione                   | Squadra                    | Comp                       | Pres       | Reti       | Comp            | Pres            | Reti            | Comp               | Pres               | Reti               | Comp        | Pres        | Reti        | Pres   | Reti   |
| -------------------------- | -------------------------- | -------------------------- | ---------- | ---------- | --------------- | --------------- | --------------- | ------------------ | ------------------ | ------------------ | ----------- | ----------- | ----------- | ------ | ------ |
| 2009-2010                  | Lens B                     | CFA                        | 22         | 1          |                 | -               | -               | -                  | -                  | -                  | -           | -           | -           | 22     | 1      |
| 2010-2011                  | Lens B                     | CFA                        | 2          | 0          | -               | -               | -               | -                  | -                  | -                  | -           | -           | -           | 2      | 0      |
| Totale Lens B              | Totale Lens B              | Totale Lens B              | 24         | 1          |                 | -               | -               |                    | -                  | -                  |             | -           | -           | 24     | 1      |
| 2009-2010                  | Lens                       | L1                         | 5          | 0          | CF+CdL          | 1+1             | 0+0             | -                  | -                  | -                  | -           | -           | -           | 7      | 0      |
| 2010-2011                  | Lens                       | L1                         | 27         | 0          | CF+CdL          | 1+1             | 0               | -                  | -                  | -                  | -           | -           | -           | 29     | 0      |
| 2011-gen.-2012             | Lens                       | L2                         | 16         | 0          | CF+CdL          | 0+4             | 0               | -                  | -                  | -                  | -           | -           | -           | 20     | 0      |
| Totale Lens                | Totale Lens                | Totale Lens                | 48         | 0          |                 | 8               | 0               |                    | -                  | -                  |             | -           | -           | 56     | 0      |
| gen.-giu. 2012             | Tolosa                     | L1                         | 10         | 1          | CF+CdL          | 0               | 0               | -                  | -                  | -                  | -           | -           | -           | 10     | 1      |
| 2012-2013                  | Tolosa B                   | CFA2                       | 1          | 1          | CF+CdL          | -               | -               | -                  | -                  | -                  | -           | -           | -           | 1      | 1      |
| 2012-2013                  | Tolosa                     | L1                         | 28         | 1          | CF+CdL          | 2+2             | 0               | -                  | -                  | -                  | -           | -           | -           | 32     | 1      |
| 2013-2014                  | Tolosa                     | L1                         | 34         | 6          | CF+CdL          | 2+2             | 0               | -                  | -                  | -                  | -           | -           | -           | 38     | 6      |
| Totale Tolosa              | Totale Tolosa              | Totale Tolosa              | 72         | 8          |                 | 8               | 0               |                    | -                  | -                  |             | -           | -           | 80     | 8      |
| 2014-2015                  | Paris Saint-Germain        | L1                         | 14         | 0          | CF+CdL          | 0+2             | 1               | UCL                | 0                  | 0                  | SF          | 0           | 0           | 16     | 1      |
| 2015-2016                  | Paris Saint-Germain B      | CFA                        | 1          | 0          | CF+CdL          | -               | -               |                    | -                  | -                  |             | -           | -           | 1      | 0      |
| 2015-2016                  | Paris Saint-Germain        | L1                         | 21         | 2          | CF+CdL          | 4+2             | 0               | UCL                | 5                  | 1                  | SF          | 1           | 1           | 33     | 4      |
| 2016-2017                  | Paris Saint-Germain        | L1                         | 22         | 0          | CF+CdL          | 3+1             | 0               | UCL                | 5                  | 0                  | SF          | 1           | 0           | 32     | 0      |
| Totale Paris Saint-Germain | Totale Paris Saint-Germain | Totale Paris Saint-Germain | 57         | 2          |                 | 12              | 1               |                    | 10                 | 1                  |             | 2           | 1           | 81     | 5      |
| 2017-2018                  | Tottenham Hotspur          | PL                         | 17         | 2          | FACup+CdL       | 1+0             | 0               | UCL                | 6                  | 0                  | -           | -           | -           | 24     | 2      |
| 2018-2019                  | Tottenham Hotspur          | PL                         | 8          | 0          | FACup+CdL       | 1+3             | 2+0             | UCL                | 5                  | 0                  | -           | -           | -           | 17     | 2      |
| 2019-2020                  | Tottenham Hotspur          | PL                         | 33         | 1          | FACup+CdL       | 4+0             | 0               | UCL                | 5                  | 1                  | -           | -           | -           | 42     | 2      |
| 2020-2021                  | Tottenham Hotspur          | PL                         | 19         | 2          | FACup+CdL       | 0+3             | 0               | UEL                | 5                  | 0                  | -           | -           | -           | 27     | 2      |
| Totale Tottenham Hotspur   | Totale Tottenham Hotspur   | Totale Tottenham Hotspur   | 77         | 5          |                 | 12              | 2               |                    | 21                 | 1                  |             | -           | -           | 110    | 8      |
| 2021-2022                  | Villarreal                 | PD                         | 19         | 0          | CR              | 0               | 0               | UCL                | 5                  | 0                  | SU          | -           | -           | 24     | 0      |
| 2022-2023                  | Nottingham Forest          | PL                         | 24         | 1          | FACup+CdL       | 0+4             | 0               | -                  | -                  | -                  | -           | -           | -           | 28     | 1      |
| 2023-feb. 2024             | Nottingham Forest          | PL                         | 12         | 0          | FACup+CdL       | 0+1             | 0               | -                  | -                  | -                  | -           | -           | -           | 13     | 0      |
| Totale Nottingham Forest   | Totale Nottingham Forest   | Totale Nottingham Forest   | 36         | 1          |                 | 5               | 0               |                    | -                  | -                  |             | -           | -           | 41     | 1      |
| feb.-giu. 2024             | Galatasaray                | SL                         | 4          | 0          | TK              | 0               | 0               | UEL                | 0                  | 0                  | ST          | 0           | 0           | 4      | 0      |
| 2025-2026                  | Persepolis                 | IPL                        | -          | -          | CI              | -               | -               | AFC2               | -                  | -                  | -           | -           | -           | -      | -      |
| Totale carriera            | Totale carriera            | Totale carriera            | 339        | 18         |                 | 45              | 3               |                    | 36                 | 2                  |             | 2           | 1           | 422    | 24     |

### Cronologia presenze e reti in nazionale
| Cronologia completa delle presenze e delle reti in nazionale ― Costa d'Avorio | Cronologia completa delle presenze e delle reti in nazionale ― Costa d'Avorio | Cronologia completa delle presenze e delle reti in nazionale ― Costa d'Avorio | Cronologia completa delle presenze e delle reti in nazionale ― Costa d'Avorio | Cronologia completa delle presenze e delle reti in nazionale ― Costa d'Avorio | Cronologia completa delle presenze e delle reti in nazionale ― Costa d'Avorio | Cronologia completa delle presenze e delle reti in nazionale ― Costa d'Avorio | Cronologia completa delle presenze e delle reti in nazionale ― Costa d'Avorio |
| Data                                                                          | Città                                                                         | In casa                                                                       | Risultato                                                                     | Ospiti                                                                        | Competizione                                                                  | Reti                                                                          | Note                                                                          |
| ----------------------------------------------------------------------------- | ----------------------------------------------------------------------------- | ----------------------------------------------------------------------------- | ----------------------------------------------------------------------------- | ----------------------------------------------------------------------------- | ----------------------------------------------------------------------------- | ----------------------------------------------------------------------------- | ----------------------------------------------------------------------------- |
| 8-6-2013                                                                      | Bakau                                                                         | Gambia                                                                        | 0 – 3                                                                         | Costa d'Avorio                                                                | Qual. Mondiali 2014                                                           | -                                                                             |                                                                               |
| 16-6-2013                                                                     | Dar es Salaam                                                                 | Tanzania                                                                      | 2 – 4                                                                         | Costa d'Avorio                                                                | Qual. Mondiali 2014                                                           | -                                                                             |                                                                               |
| 14-8-2013                                                                     | East Rutherford                                                               | Messico                                                                       | 4 – 1                                                                         | Costa d'Avorio                                                                | Amichevole                                                                    | -                                                                             | 46’                                                                           |
| 7-9-2013                                                                      | Abidjan                                                                       | Costa d'Avorio                                                                | 1 – 1                                                                         | Marocco                                                                       | Qual. Mondiali 2014                                                           | -                                                                             | 57’                                                                           |
| 12-10-2013                                                                    | Abidjan                                                                       | Costa d'Avorio                                                                | 3 – 1                                                                         | Senegal                                                                       | Qual. Mondiali 2014                                                           | -                                                                             |                                                                               |
| 16-11-2013                                                                    | Casablanca                                                                    | Senegal                                                                       | 1 – 1                                                                         | Costa d'Avorio                                                                | Qual. Mondiali 2014                                                           | -                                                                             |                                                                               |
| 5-3-2014                                                                      | Bruxelles                                                                     | Belgio                                                                        | 2 – 2                                                                         | Costa d'Avorio                                                                | Amichevole                                                                    | -                                                                             |                                                                               |
| 4-6-2014                                                                      | Frisco                                                                        | El Salvador                                                                   | 1 – 2                                                                         | Costa d'Avorio                                                                | Amichevole                                                                    | -                                                                             |                                                                               |
| 14-6-2014                                                                     | Recife                                                                        | Costa d'Avorio                                                                | 2 – 1                                                                         | Giappone                                                                      | Mondiali 2014 - 1º turno                                                      | -                                                                             |                                                                               |
| 19-6-2014                                                                     | Brasilia                                                                      | Colombia                                                                      | 2 – 1                                                                         | Costa d'Avorio                                                                | Mondiali 2014 - 1º turno                                                      | -                                                                             |                                                                               |
| 24-6-2014                                                                     | Fortaleza                                                                     | Grecia                                                                        | 2 – 1                                                                         | Costa d'Avorio                                                                | Mondiali 2014 - 1º turno                                                      | -                                                                             |                                                                               |
| 6-9-2014                                                                      | Abidjan                                                                       | Costa d'Avorio                                                                | 2 – 1                                                                         | Sierra Leone                                                                  | Qual. Coppa d'Africa 2015                                                     | -                                                                             |                                                                               |
| 10-9-2014                                                                     | Yaoundé                                                                       | Camerun                                                                       | 4 – 1                                                                         | Costa d'Avorio                                                                | Qual. Coppa d'Africa 2015                                                     | -                                                                             | 59’                                                                           |
| 11-10-2014                                                                    | Kinshasa                                                                      | RD del Congo                                                                  | 1 – 2                                                                         | Costa d'Avorio                                                                | Qual. Coppa d'Africa 2015                                                     | -                                                                             | 54’                                                                           |
| 15-10-2014                                                                    | Abidjan                                                                       | Costa d'Avorio                                                                | 3 – 4                                                                         | RD del Congo                                                                  | Qual. Coppa d'Africa 2015                                                     | -                                                                             |                                                                               |
| 14-11-2014                                                                    | Freetown                                                                      | Sierra Leone                                                                  | 1 – 5                                                                         | Costa d'Avorio                                                                | Qual. Coppa d'Africa 2015                                                     | -                                                                             |                                                                               |
| 19-11-2014                                                                    | Abidjan                                                                       | Costa d'Avorio                                                                | 0 – 0                                                                         | Camerun                                                                       | Qual. Coppa d'Africa 2015                                                     | -                                                                             |                                                                               |
| 11-1-2015                                                                     | Abu Dhabi                                                                     | Costa d'Avorio                                                                | 1 – 0                                                                         | Nigeria                                                                       | Amichevole                                                                    | -                                                                             |                                                                               |
| 15-1-2015                                                                     | Abu Dhabi                                                                     | Costa d'Avorio                                                                | 0 – 2                                                                         | Svezia                                                                        | Amichevole                                                                    | -                                                                             |                                                                               |
| 20-1-2015                                                                     | Malabo                                                                        | Costa d'Avorio                                                                | 1 – 1                                                                         | Guinea                                                                        | Coppa d'Africa 2015 - 1º turno                                                | -                                                                             |                                                                               |
| 24-1-2015                                                                     | Malabo                                                                        | Costa d'Avorio                                                                | 1 – 1                                                                         | Mali                                                                          | Coppa d'Africa 2015 - 1º turno                                                | -                                                                             |                                                                               |
| 28-1-2015                                                                     | Malabo                                                                        | Costa d'Avorio                                                                | 1 – 0                                                                         | Camerun                                                                       | Coppa d'Africa 2015 - 1º turno                                                | -                                                                             |                                                                               |
| 1-2-2015                                                                      | Malabo                                                                        | Costa d'Avorio                                                                | 3 – 1                                                                         | Algeria                                                                       | Coppa d'Africa 2015 - Quarti di Finale                                        | -                                                                             |                                                                               |
| 4-2-2015                                                                      | Bata                                                                          | Costa d'Avorio                                                                | 3 – 1                                                                         | RD del Congo                                                                  | Coppa d'Africa 2015 - Semifinale                                              | -                                                                             | 76’                                                                           |
| 8-2-2015                                                                      | Bata                                                                          | Costa d'Avorio                                                                | 0 – 0 dts (9 – 8 dtr)                                                         | Ghana                                                                         | Coppa d'Africa 2015 - Finale                                                  | -                                                                             | [ 26 ]                                                                        |
| 6-9-2015                                                                      | Port Harcourt                                                                 | Sierra Leone                                                                  | 0 – 0                                                                         | Costa d'Avorio                                                                | Qual. Coppa d'Africa 2017                                                     | -                                                                             |                                                                               |
| 9-10-2015                                                                     | Agadir                                                                        | Marocco                                                                       | 0 – 1                                                                         | Costa d'Avorio                                                                | Amichevole                                                                    | -                                                                             | 69’                                                                           |
| 13-11-2015                                                                    | Monrovia                                                                      | Liberia                                                                       | 0 – 1                                                                         | Costa d'Avorio                                                                | Qual. Mondiali 2018                                                           | -                                                                             |                                                                               |
| 17-11-2015                                                                    | Abidjan                                                                       | Costa d'Avorio                                                                | 3 – 0                                                                         | Liberia                                                                       | Qual. Mondiali 2018                                                           | -                                                                             |                                                                               |
| 25-3-2016                                                                     | Abidjan                                                                       | Costa d'Avorio                                                                | 1 – 0                                                                         | Sudan                                                                         | Qual. Coppa d'Africa 2017                                                     | -                                                                             |                                                                               |
| 29-3-2016                                                                     | Omdurman                                                                      | Sudan                                                                         | 1 – 1                                                                         | Costa d'Avorio                                                                | Qual. Coppa d'Africa 2017                                                     | -                                                                             |                                                                               |
| 8-10-2016                                                                     | Bouaké                                                                        | Costa d'Avorio                                                                | 3 – 1                                                                         | Mali                                                                          | Qual. Mondiali 2018                                                           | -                                                                             |                                                                               |
| 12-11-2016                                                                    | Marrakech                                                                     | Marocco                                                                       | 0 – 0                                                                         | Costa d'Avorio                                                                | Qual. Mondiali 2018                                                           | -                                                                             |                                                                               |
| 15-11-2016                                                                    | Lens                                                                          | Francia                                                                       | 0 – 0                                                                         | Costa d'Avorio                                                                | Amichevole                                                                    | -                                                                             |                                                                               |
| 8-1-2017                                                                      | Abu Dhabi                                                                     | Svezia                                                                        | 1 – 2                                                                         | Costa d'Avorio                                                                | Amichevole                                                                    | -                                                                             | 77’                                                                           |
| 11-1-2017                                                                     | Abu Dhabi                                                                     | Costa d'Avorio                                                                | 3 – 0                                                                         | Uganda                                                                        | Amichevole                                                                    | 1                                                                             |                                                                               |
| 16-1-2017                                                                     | Oyem                                                                          | Costa d'Avorio                                                                | 0 – 0                                                                         | Togo                                                                          | Coppa d'Africa 2017 - 1º turno                                                | -                                                                             |                                                                               |
| 20-1-2017                                                                     | Oyem                                                                          | Costa d'Avorio                                                                | 2 – 2                                                                         | RD del Congo                                                                  | Coppa d'Africa 2017 - 1º turno                                                | -                                                                             |                                                                               |
| 24-1-2017                                                                     | Oyem                                                                          | Marocco                                                                       | 1 – 0                                                                         | Costa d'Avorio                                                                | Coppa d'Africa 2017 - 1º turno                                                | -                                                                             |                                                                               |
| 4-6-2017                                                                      | Rotterdam                                                                     | Paesi Bassi                                                                   | 5 – 0                                                                         | Costa d'Avorio                                                                | Amichevole                                                                    | -                                                                             | cap.                                                                          |
| 10-6-2017                                                                     | Bouaké                                                                        | Costa d'Avorio                                                                | 2 – 3                                                                         | Guinea                                                                        | Qual. Coppa d'Africa 2019                                                     | -                                                                             | cap.                                                                          |
| 2-9-2017                                                                      | Libreville                                                                    | Gabon                                                                         | 0 – 3                                                                         | Costa d'Avorio                                                                | Qual. Mondiali 2018                                                           | -                                                                             |                                                                               |
| 5-9-2017                                                                      | Bouaké                                                                        | Costa d'Avorio                                                                | 1 – 2                                                                         | Gabon                                                                         | Qual. Mondiali 2018                                                           | -                                                                             |                                                                               |
| 6-10-2017                                                                     | Bamako                                                                        | Mali                                                                          | 0 – 0                                                                         | Costa d'Avorio                                                                | Qual. Mondiali 2018                                                           | -                                                                             | cap. 80’                                                                      |
| 11-11-2017                                                                    | Abidjan                                                                       | Costa d'Avorio                                                                | 0 – 2                                                                         | Marocco                                                                       | Qual. Mondiali 2018                                                           | -                                                                             |                                                                               |
| 24-3-2018                                                                     | Beauvais                                                                      | Togo                                                                          | 2 – 2                                                                         | Costa d'Avorio                                                                | Amichevole                                                                    | -                                                                             |                                                                               |
| 27-3-2018                                                                     | Beauvais                                                                      | Costa d'Avorio                                                                | 2 – 1                                                                         | Moldavia                                                                      | Amichevole                                                                    | -                                                                             |                                                                               |
| 9-9-2018                                                                      | Kigali                                                                        | Ruanda                                                                        | 1 – 2                                                                         | Costa d'Avorio                                                                | Qual. Coppa d'Africa 2019                                                     | -                                                                             | cap. 32’                                                                      |
| 12-10-2018                                                                    | Bouaké                                                                        | Costa d'Avorio                                                                | 4 – 0                                                                         | Rep. Centrafricana                                                            | Qual. Coppa d'Africa 2019                                                     | -                                                                             | cap.                                                                          |
| 16-10-2018                                                                    | Bangui                                                                        | Rep. Centrafricana                                                            | 0 – 0                                                                         | Costa d'Avorio                                                                | Qual. Coppa d'Africa 2019                                                     | -                                                                             | cap.                                                                          |
| 18-11-2018                                                                    | Conakry                                                                       | Guinea                                                                        | 1 – 1                                                                         | Costa d'Avorio                                                                | Qual. Coppa d'Africa 2019                                                     | -                                                                             | cap.                                                                          |
| 23-3-2019                                                                     | Abidjan                                                                       | Costa d'Avorio                                                                | 3 – 0                                                                         | Ruanda                                                                        | Qual. Coppa d'Africa 2019                                                     | -                                                                             | cap. 30’                                                                      |
| 7-6-2019                                                                      | Boulogne-sur-Mer                                                              | Costa d'Avorio                                                                | 3 – 1                                                                         | Comore                                                                        | Amichevole                                                                    | -                                                                             |                                                                               |
| 15-6-2019                                                                     | Abu Dhabi                                                                     | Costa d'Avorio                                                                | 0 – 1                                                                         | Uganda                                                                        | Amichevole                                                                    | -                                                                             | cap.                                                                          |
| 19-6-2019                                                                     | Abu Dhabi                                                                     | Zambia                                                                        | 1 – 4                                                                         | Costa d'Avorio                                                                | Amichevole                                                                    | -                                                                             | cap. 64’                                                                      |
| 24-6-2019                                                                     | Il Cairo                                                                      | Costa d'Avorio                                                                | 1 – 0                                                                         | Sudafrica                                                                     | Coppa d'Africa 2019 - 1º turno                                                | -                                                                             | cap.                                                                          |
| 28-6-2019                                                                     | Il Cairo                                                                      | Marocco                                                                       | 1 – 0                                                                         | Costa d'Avorio                                                                | Coppa d'Africa 2019 - 1º turno                                                | -                                                                             | cap. 69’                                                                      |
| 6-9-2019                                                                      | Caen                                                                          | Costa d'Avorio                                                                | 1 – 2                                                                         | Benin                                                                         | Amichevole                                                                    | -                                                                             | cap.                                                                          |
| 10-9-2019                                                                     | Rouen                                                                         | Tunisia                                                                       | 1 – 2                                                                         | Costa d'Avorio                                                                | Amichevole                                                                    | -                                                                             | cap.                                                                          |
| 13-10-2019                                                                    | Amiens                                                                        | Costa d'Avorio                                                                | 3 – 1                                                                         | RD del Congo                                                                  | Amichevole                                                                    | -                                                                             | cap.                                                                          |
| 16-11-2019                                                                    | Abidjan                                                                       | Costa d'Avorio                                                                | 1 – 0                                                                         | Niger                                                                         | Qual. Coppa d'Africa 2021                                                     | -                                                                             | cap.                                                                          |
| 19-11-2019                                                                    | Macallè                                                                       | Etiopia                                                                       | 2 – 1                                                                         | Costa d'Avorio                                                                | Qual. Coppa d'Africa 2021                                                     | 1                                                                             | cap. 85’                                                                      |
| 8-10-2020                                                                     | Bruxelles                                                                     | Belgio                                                                        | 1 – 1                                                                         | Costa d'Avorio                                                                | Amichevole                                                                    | -                                                                             | cap.                                                                          |
| 13-10-2020                                                                    | Utrecht                                                                       | Giappone                                                                      | 1 – 0                                                                         | Costa d'Avorio                                                                | Amichevole                                                                    | -                                                                             | cap.                                                                          |
| 12-11-2020                                                                    | Abidjan                                                                       | Costa d'Avorio                                                                | 2 – 1                                                                         | Madagascar                                                                    | Qual. Coppa d'Africa 2021                                                     | -                                                                             | cap.                                                                          |
| 17-11-2020                                                                    | Antananarivo                                                                  | Madagascar                                                                    | 1 – 1                                                                         | Costa d'Avorio                                                                | Qual. Coppa d'Africa 2021                                                     | -                                                                             | cap.                                                                          |
| 26-3-2021                                                                     | Niamey                                                                        | Niger                                                                         | 0 – 3                                                                         | Costa d'Avorio                                                                | Qual. Coppa d'Africa 2021                                                     | 1                                                                             | cap.                                                                          |
| 30-3-2021                                                                     | Abidjan                                                                       | Costa d'Avorio                                                                | 3 – 1                                                                         | Etiopia                                                                       | Qual. Coppa d'Africa 2021                                                     | -                                                                             | cap.                                                                          |
| 12-6-2021                                                                     | Cape Coast                                                                    | Ghana                                                                         | 0 – 0                                                                         | Costa d'Avorio                                                                | Amichevole                                                                    | -                                                                             | cap.                                                                          |
| 6-9-2021                                                                      | Abidjan                                                                       | Costa d'Avorio                                                                | 2 – 1                                                                         | Camerun                                                                       | Qual. Mondiali 2022                                                           | -                                                                             | cap.                                                                          |
| 8-10-2021                                                                     | Johannesburg                                                                  | Malawi                                                                        | 0 – 3                                                                         | Costa d'Avorio                                                                | Qual. Mondiali 2022                                                           | -                                                                             | cap. 90+1’ 90+3’                                                              |
| 11-10-2021                                                                    | Cotonou                                                                       | Costa d'Avorio                                                                | 2 – 1                                                                         | Malawi                                                                        | Qual. Mondiali 2022                                                           | -                                                                             | cap.                                                                          |
| 13-11-2021                                                                    | Cotonou                                                                       | Costa d'Avorio                                                                | 3 – 0                                                                         | Mozambico                                                                     | Qual. Mondiali 2022                                                           | -                                                                             | cap. 86’                                                                      |
| 16-11-2021                                                                    | Douala                                                                        | Camerun                                                                       | 1 – 0                                                                         | Costa d'Avorio                                                                | Qual. Mondiali 2022                                                           | -                                                                             | cap.                                                                          |
| 16-1-2022                                                                     | Douala                                                                        | Costa d'Avorio                                                                | 2 – 2                                                                         | Sierra Leone                                                                  | Coppa d'Africa 2021 - 1º turno                                                | -                                                                             | cap.                                                                          |
| 20-1-2022                                                                     | Douala                                                                        | Costa d'Avorio                                                                | 3 – 1                                                                         | Algeria                                                                       | Coppa d'Africa 2021 - 1º turno                                                | -                                                                             | cap. 12’ 69’                                                                  |
| 26-1-2022                                                                     | Douala                                                                        | Costa d'Avorio                                                                | 0 – 0 dts (4 – 5 dtr)                                                         | Egitto                                                                        | Coppa d'Africa 2021 - Ottavi di finale                                        | -                                                                             | cap.                                                                          |
| 25-3-2022                                                                     | Marsiglia                                                                     | Francia                                                                       | 2 – 1                                                                         | Costa d'Avorio                                                                | Amichevole                                                                    | -                                                                             | cap.                                                                          |
| 29-3-2022                                                                     | Londra                                                                        | Inghilterra                                                                   | 3 – 0                                                                         | Costa d'Avorio                                                                | Amichevole                                                                    | -                                                                             | cap. 32’, 40’                                                                 |
| 3-6-2022                                                                      | Yamoussoukro                                                                  | Costa d'Avorio                                                                | 3 – 1                                                                         | Zambia                                                                        | Qual. Coppa d'Africa 2023                                                     | 1                                                                             | cap.                                                                          |
| 9-6-2022                                                                      | Johannesburg                                                                  | Lesotho                                                                       | 0 – 0                                                                         | Costa d'Avorio                                                                | Qual. Coppa d'Africa 2023                                                     | -                                                                             | cap.                                                                          |
| 27-9-2022                                                                     | Amiens                                                                        | Costa d'Avorio                                                                | 3 – 1                                                                         | Guinea                                                                        | Amichevole                                                                    | -                                                                             | cap. 61’                                                                      |
| 19-11-2022                                                                    | Marrakech                                                                     | Burkina Faso                                                                  | 2 – 1                                                                         | Costa d'Avorio                                                                | Amichevole                                                                    | -                                                                             | cap.                                                                          |
| 24-3-2023                                                                     | Bouaké                                                                        | Costa d'Avorio                                                                | 3 – 1                                                                         | Comore                                                                        | Qual. Coppa d'Africa 2023                                                     | -                                                                             | cap. 46’                                                                      |
| 17-6-2023                                                                     | Ndola                                                                         | Zambia                                                                        | 3 – 0                                                                         | Costa d'Avorio                                                                | Qual. Coppa d'Africa 2023                                                     | -                                                                             | Cap.                                                                          |
| 17-11-2023                                                                    | Abidjan                                                                       | Costa d'Avorio                                                                | 9 – 0                                                                         | Seychelles                                                                    | Qual. Mondiali 2026                                                           | -                                                                             | cap.                                                                          |
| 20-11-2023                                                                    | Dar es Salaam                                                                 | Gambia                                                                        | 0 – 2                                                                         | Costa d'Avorio                                                                | Qual. Mondiali 2026                                                           | -                                                                             | cap.                                                                          |
| 6-1-2024                                                                      | San-Pédro                                                                     | Costa d'Avorio                                                                | 5 – 1                                                                         | Sierra Leone                                                                  | Amichevole                                                                    | -                                                                             | 63’                                                                           |
| 13-1-2024                                                                     | Abidjan                                                                       | Costa d'Avorio                                                                | 2 – 0                                                                         | Guinea-Bissau                                                                 | Coppa d'Africa 2023 - 1º turno                                                | -                                                                             | 46’                                                                           |
| 18-1-2024                                                                     | Abidjan                                                                       | Costa d'Avorio                                                                | 0 – 1                                                                         | Nigeria                                                                       | Coppa d'Africa 2023 - 1º turno                                                | -                                                                             | cap. 67’                                                                      |
| 29-1-2024                                                                     | Yamoussoukro                                                                  | Senegal                                                                       | 1 – 1 dts (4 – 5 dtr)                                                         | Costa d'Avorio                                                                | Coppa d'Africa 2023 - Ottavi di finale                                        | -                                                                             | cap. 95’                                                                      |
| 3-2-2024                                                                      | Bouaké                                                                        | Mali                                                                          | 1 – 2 dts                                                                     | Costa d'Avorio                                                                | Coppa d'Africa 2023 - Quarti di finale                                        | -                                                                             | cap. 37’ 46’                                                                  |
| 11-2-2024                                                                     | Abidjan                                                                       | Costa d'Avorio                                                                | 2 – 1                                                                         | Nigeria                                                                       | Coppa d'Africa 2023 - Finale                                                  | -                                                                             | cap. 54’ 70’                                                                  |
| Totale                                                                        |                                                                               | Presenze (8º posto)                                                           | 93                                                                            |                                                                               | Reti                                                                          | 4                                                                             |                                                                               |

## Palmarès

### Club

#### Competizioni nazionali
- Campionato francese: 2

Paris Saint-Germain: 2014-2015, 2015-2016
- Coppa di Lega francese: 3

Paris Saint-Germain: 2014-2015, 2015-2016, 2016-2017
- Coppa di Francia: 3

Paris Saint-Germain: 2014-2015, 2015-2016, 2016-2017
- Supercoppa francese: 3

Paris Saint-Germain: 2014, 2015, 2016
- Supercoppa di Turchia: 1

Galatasaray: 2023
- Campionato turco: 1

Galatasaray: 2023-2024

### Nazionale
- Coppa d'Africa: 2

Costa d'Avorio 2015, Costa d'Avorio 2023

### Individuale
- Miglior giocatore della Supercoppa di Francia: 1

2015